# Mitra glaphyria
Mitra glaphyria is een slakkensoort uit de familie van de Mitridae. De wetenschappelijke naam van de soort is voor het eerst geldig gepubliceerd in 2001 door Turner.